# (17042) Madiraju
(17042) Madiraju est un astéroïde de la ceinture principale.

## Description
(17042) Madiraju est un astéroïde de la ceinture principale. Il fut découvert le 19 mars 1999 à Socorro (Nouveau-Mexique) par LINEAR. Il présente une orbite caractérisée par un demi-grand axe de 2,44 UA, une excentricité de 0,09 et une inclinaison de 3,8° par rapport à l'écliptique.

## Compléments